# Havrîșivka, Litîn
Havrîșivka (în ucraineană Гавришівка) este un sat în comuna Deakivți din raionul Litîn, regiunea Vinnița, Ucraina.

## Demografie
Componența lingvistică a localității Havrîșivka
     Ucraineană (100%)
Conform recensământului din 2001, toată populația localității Havrîșivka era vorbitoare de ucraineană (100%).